# Christina Riegel (pattinatrice)
Christina Riegel (Stoccarda, 25 agosto 1965) è un'ex pattinatrice artistica su ghiaccio tedesca, specializzata nel pattinaggio artistico su ghiaccio a coppie.

## Palmarès

### Individuale femminile
| Internazionali                       | Internazionali | Internazionali |
| Evento                               | 1980           | 1981           |
| ------------------------------------ | -------------- | -------------- |
| Giochi olimpici invernali            | 18°            |                |
| Campionati mondiali                  | 19°            |                |
| Campionati europei                   | R              |                |
| Nazionali                            |                |                |
| Campionati della Germania dell'Ovest | 3°             | 3°             |
| R = Ritirata                         |                |                |

### Coppie conAndreas Nischwitz
| Internazionali                       | Internazionali | Internazionali | Internazionali |
| Evento                               | 1979           | 1980           | 1981           |
| ------------------------------------ | -------------- | -------------- | -------------- |
| Giochi olimpici invernali            |                | 8°             |                |
| Campionati mondiali                  | 8°             | 5°             | 3°             |
| Campionati europei                   | 8°             | 6°             | 2°             |
| Nazionali                            |                |                |                |
| Campionati della Germania dell'Ovest | 1°             | 1°             | 1°             |